# NGC 65
NGC 65 je eliptická galaxie vzdálená od nás zhruba 327 milionů světelných let[zdroj?] nacházející se v souhvězdí Velryby.